# Сражение при Ески-Загре
Сражение при Ески-Загре — одна из ключевых битв Русско-турецкой войны 1877—1878 гг., которая состоялась близ города Ески-Загра (ныне Стара-Загора, Болгария) 19 (31) июля 1877 года между частями русской императорской армии под командованием генерала И. В. Гурко усиленными болгарским ополчением под началом генерала Н. Г. Столетова и отрядами османской армии под началом Сулеймана-паши.

## Предыстория
По занятии Казанлыка передовым отрядом генерала Иосифа Владимировича Гурко, из Ески-Загры явились представители от жителей и попросили занять город. В тот же день, 10 (22) июля, город был занят Казанским драгунским полком, сотней Донского казачества № 26 п. и взводом 16-й конной артиллерийской батареи. Этот отряд был доведён позже до 6 батальонов, 15 эскадронов и сот. и 12 орудий, под началом князя Николая Максимилиановича Романовского, герцога Лейхтенбергского.

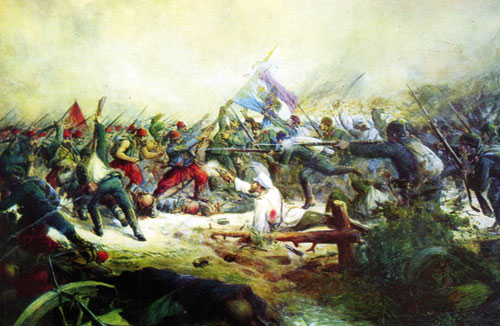
Бой за Самарское знамя
(художник Пётр Петров Морозов)

Между тем, для действий против передового отряда турки успели собрать к 16 (28) июля до 35 тысяч человек, под началом Сулеймана-паши; из них дивизия Реуф-паши (8.000) находилась в Ени-Загре, бригада Халусси-паши (7 батальонов, артиллерийская батарея и 150 черкесов) — в Чирпане, а войска Сулеймана (41 батальон, 2 эскадрона, 200 черкесов, 5 батарей, всего 20 тысяч человек) — на железнодорожной станции Сейменли и Карабунар. Всеми этими силами Сулейман решил наступать на Ески-Загру. Атака была назначена на 19 (31) июля.
В это время Гурко, усиленный 1-й бригадой 9-й пехотной дивизии, решил со своей стороны, атаковать 30 июля Ени-Загру и приказал с этою целью герцогу Лейхтенбергскому передвинуться из Ески-Загры в Ени-Загру. Выступив 17 (29) июля из Ески-Загры, отряд Лейхтенбергского неожиданно встретился на пути к Карабунару (северному) с наступающим противником. Это обстоятельство, в связи с донесением о наступлении турок на Ески-Загру с юго-востока, заставило герцога, несмотря на усталость болгарского ополчения, немедленно возвратиться в Ески-Загре, ибо неприятель угрожал единственному пути отступления его отряда. Независимо от этого, с потерей Ески-Загры болгарское население, за сотрудничество с русскими, могло было быть полностью уничтожено, как это уже происходило ранее. Возвращаясь обратно, герцог оставил своего брата, князя Евгения Максимилиановича ожидать врага, а в случае надобности и задержать его.
C утра 18 (30) июля турки, находившиеся перед отрядом князя Евгения Максимилиановича, занимали свои прежние места, но около полудня они перешли в наступление. Русский отряд, опасаясь удара с фланга, отступил к Ески-Загре и занял позицию фронтом к Ени-Загре. В Ески-Загре сосредоточились: 1, 2, 3 и 5-я дружины болгарского ополчения, 8-й драгунский Астраханский полк, 9-й драгунский Казанский полк, 9-й гусарский Киевский полк, 2 сотни Донского Войска № 26 п., 16-я конная батарея и по взводу от 2-й горной и Донской № 10 батареи. Турки остановились у Джуранли и вперёд не двигались. Нашей коннице удалось выяснить, что с юга двигается не менее 10 батальонов, 10 эскадронов и 2 артиллерийские батареи. Таким образм, против них было две группы: на юге от деревни Арабаджикиой и на востоке — от Джуранли. Соответственно этому им пришлось стать на два фронта, но до утра следующего дня турки ничего не предпринимали.

## Битва
19 (31) июля в 8 часов утра отряд услышал выстрелы со стороны Ени-Загры. Для связи с находившимся там отрядом генералом Гурко тотчас же был выслан (под началом полковника барона А. Н. Корфа) Киевский гусарский полк с 2 орудиями. В турецкой линии было обнаружено сильное движение, и вскоре турки начали наступать сплошной стрелковой цепью, огибавшей город дугою, с линией ротных колонн позади, батальонных колоннами во 2-й линии и с батареями в интервалах. Тщетно наш авангард (болгарская дружина с спешенными казаками, поддержанными Астраханским драгунским полком и 2 орудиями 16-й конной батареей) пытался сдержать напор этой массы неприятеля. Малочисленность отряда усугублялась ещё и невыгодным расположением позиций, так как в тылу был Малый Балканский хребет, с одним только ущельем позади города.

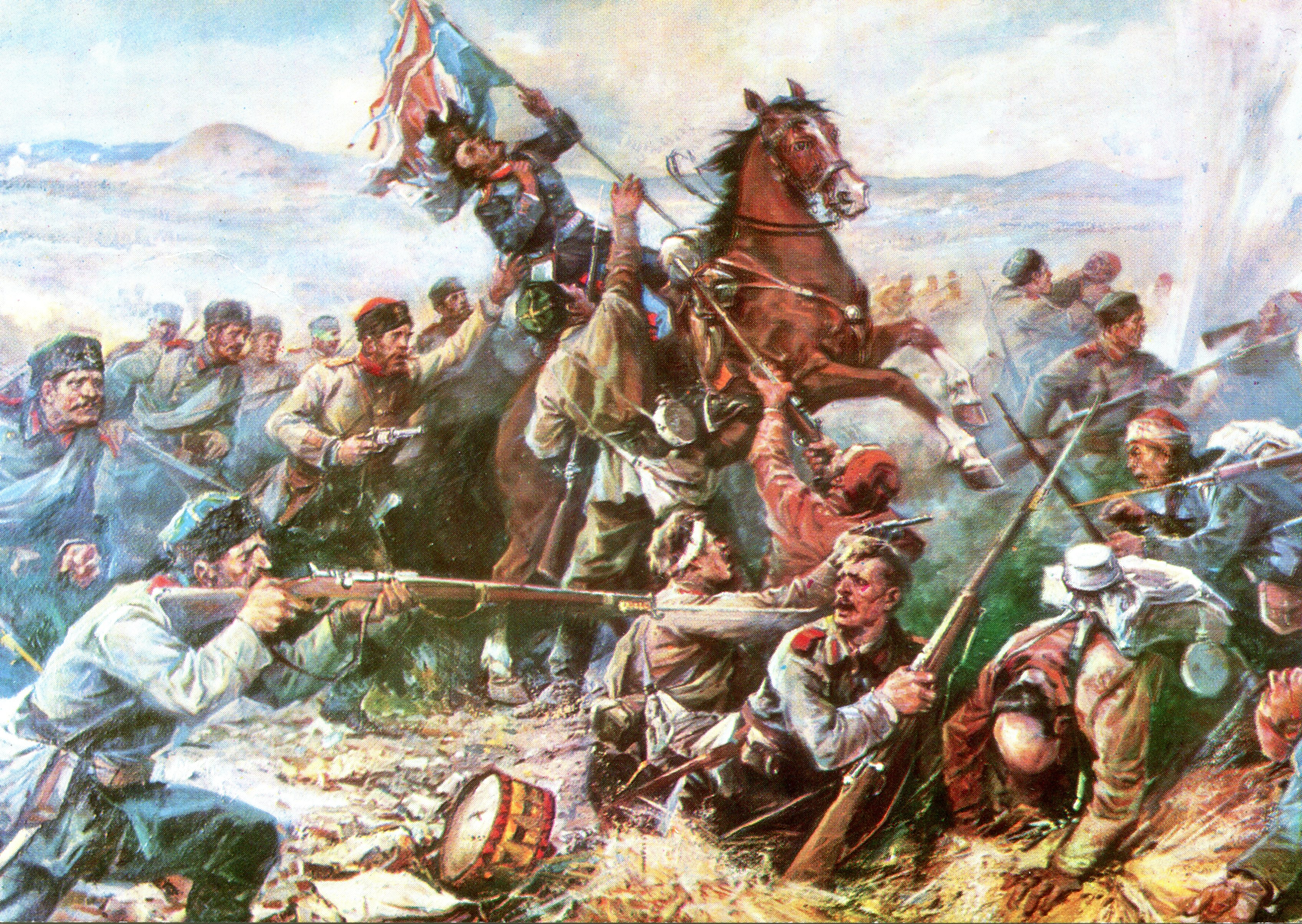
Эпизод битвы при Ески-Загре
Подвиг и гибель полковника П. П. Калитина

На правом фланге нашей позиции, на местности совершенно открытой, маневрировал полковник Краснов с казаками и Казанским драгунским полком. В центре, на окраине города, стояла наша горная батарея, прикрываемая 2 и 5-й болгарскими дружинами. На левом фланге расположились 1 и 3-я болгарские дружины с 2 пушками, под началом полковника графа М. П. Толстого. Ещё левее стала вся остальная кавалерия.
Бой начал уже разгораться, когда из Ени-Загры с несколькими казаками прибыл помощник начальника Передового отряда, генерал-майор О. Е. Раух, принявший, командование над отрядом. Так как Гурко очень нуждался в кавалерии, то Астраханский драгунский и Киевский гусарский полки с 16-й конной батареей отправлены к Джуранлы. Между тем, бой у Ески-Загры становился всё более ожесточённым. Турки, несмотря на меткий огонь горной артиллерии, прорывались уже в город, на левом же фланге они вышли кустами против болгарских дружин сразу на 300 шагов. Произошла горячая схватка, доказавшая с несомненностью стойкость молодых болгарских войск. Чтобы сломить сопротивление болгар, Сулейман был вынужден ввести в дело половину своих сил. Обойдённые с двух сторон, болгары отступили в город, где продолжали оборону с целью дать возможность жителям выбраться. Остатки отряда, перемешавшись с беглецами, в беспорядке отступили по дороге на Казанлык. Казанский драгунский полк прикрывал отступление.
Турки не стали их преследовать, предавшись грабежу пылавшего города. Между тем, генерал Гурко, атаковав у Джуранли войска Реуфа-паши и отбросив его в юго-восточном направлении, подошёл в 3 часа дня к Ески-Загре с 16-м стрелковым батальоном, Астраханским и Киевским полками и 16-й конной батареей и остановился в четырёх верстах от города. К вечеру к нему присоединились остальные батальоны 4-й стрелковой бригады и 1-я бригада 9-й пехотной дивизии. Убедившись в превосходстве сил турок и невозможности уже помочь Ески-Загре, Гурко ночью отвёл войска к Далбоку, а на следующий день начал отходить к Хаинкиою. В 5 часов дня к Сулейману присоединилась бригада Халусси-паши и, когда болгарское ополчение очистило уже город, Сулейман двинул одну бригаду по дороге на Казанлык.

## Потери
Потери русской императорской армии составили 11 офицеров и 471 нижний чин убитыми и 21 офицер и 172 н. ч. ранеными.

## Итоги

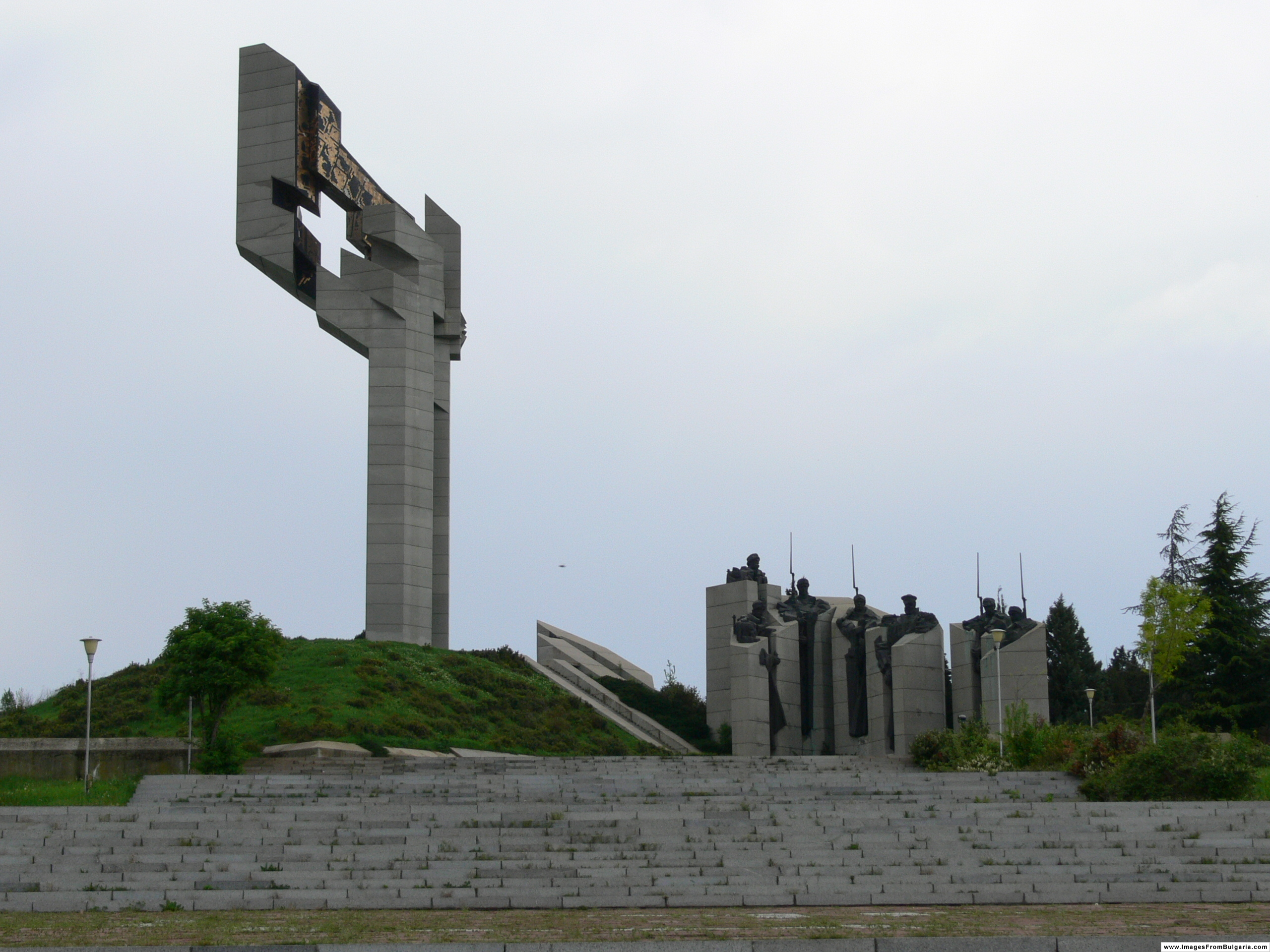
Мемориал в Стара-Загоре

Непосредственным результатом боя у Ески-Загре было сожжение почти дотла одного из красивейших городов Болгарии и отступление Передового отряда генерала Гурко к Шипке и Хаинкиою.
Разбив российские войска у Ески-Загры и дозволив остальным части Передового отряда нанести поражение Реуфу-паше, который был оставлен без поддержки из-за того, что Сулейман-паша его сильно недолюбливал. Сам Сулейман не воспользовался успехом и не попытался преследовать русские части, часть сил которых на протяжении 20 июля (1 августа) стягивалась к Далбовскому ущелью на расстоянии всего лишь 12 вёрст от Ески-Загры. Простояв здесь в бездействии шесть дней, Сулейман 26 июля (7 августа) двинулся со всеми силами к Ени-Загре.